# Corey Pavin
Corey Pavin (* 16. November 1959 in Oxnard, Kalifornien) ist ein US-amerikanischer Golfprofi, der für seine nicht allzu langen Abschläge bekannt ist.
Auf der PGA-Tour gewann er bislang 15 Turniere, darunter 1995 die US Open.
Im Jahr 2010 hat Pavin die US-amerikanische Mannschaft als Kapitän (non playing captain) im Ryder Cup angeführt.
Seit 2010 – nach Erreichen der Altersgrenze – spielt Pavin auch auf der Champions Tour, wo ihm im Februar 2012 der erste Turniersieg gelang.